# Sarah Schimke
Sarah Schimke (* 21. Januar 1978 in Münster) ist eine deutsche Germanistin und Professorin für germanistische Linguistik. Ihr Schwerpunkt ist empirische Forschung zum Zweitspracherwerb.

## Akademischer Werdegang
Sie erwarb 2004 den Magister in Französischer Philologie, Computerlinguistik und Psychologie an der Albert-Ludwigs-Universität Freiburg und 2005 ebenda das Diplom in Psychologie. Nach der Promotion 2009 an der Radboud-Universität Nijmegen und am Max-Planck-Institut für Psycholinguistik war sie von 2009 bis 2010 Post-Doc an der Universität Paris VIII im ANR/DFG-Projekt „Äußerungsstruktur im Kontext. Erst- und Zweitspracherwerb in sprachvergleichender Perspektive.“
Nach einer Juniorprofessur für empirische Zweitspracherwerbsforschung ab 2014 an der Westfälischen Wilhelms-Universität Münster war sie von 2018 bis 2022 Professorin für Linguistik des Deutschen, Schwerpunkt Deutsch als Fremdsprache/Deutsch als Zweitsprache an der TU Dortmund. Seit 2022 ist sie Professorin für Germanistische Linguistik an der Ludwig-Maximilians-Universität München.
Ihre Forschungsinteressen sind Spracherwerb und Sprachverarbeitung, Finitheit und Informationsstruktur, Satzverarbeitung, insbesondere die Verarbeitung nicht-kanonischer Sätze und Diskursverarbeitung, insbesondere die Produktion und Rezeption referentieller Ausdrücke.